# Олькуш (гмина)
Гмина Олькуш (пол. Gmina Olkusz) — городско-сельская гмина (волость) в Польше, входит как административная единица в Олькушский повет,  Малопольское воеводство. Население — 50 366 человек (на 2004 год).

## Демография
Данные по переписи 2004 года:
| Перепись                         | Всего   | Всего | Женщины | Женщины | Мужчины | Мужчины |
| -------------------------------- | ------- | ----- | ------- | ------- | ------- | ------- |
| Единицы                          | человек | %     | человек | %       | человек | %       |
| Население                        | 50 366  | 100   | 25 831  | 51,3    | 24 535  | 48,7    |
| Плотность населения (чел./кв.км) | 334,3   | 334,3 | 171,5   | 171,5   | 162,9   | 162,9   |

## Соседние гмины
1. Гмина Болеслав
2. Буковно
3. Гмина Ежмановице-Пшегиня
4. Гмина Ключе
5. Гмина Кшешовице
6. Гмина Сулошова
7. Гмина Тшебиня
8. Гмина Тшичёнж
9. Гмина Вольбром